# 1-й гвардейский танковый корпус
1-й гвардейский танковый корпус — гвардейское формирование (соединение, танковый корпус) бронетанковых и механизированных войск РККА, в составе ВС СССР.

## История
Приказом Народного комиссара обороны СССР № 380 от 8 декабря 1942 года «О преобразовании 26 танкового корпуса в 1 гвардейский танковый корпус» за проявленную отвагу в боях за Отечество с немецкими захватчиками, за стойкость, мужество, дисциплину и организованность, за героизм личного состава 26-й танковый корпус преобразован в 1-й гвардейский танковый корпус.
25 декабря 1942 года директивой Ставки ВГК № 994287 от 25 декабря 1942 года 1-й гвардейский танковый корпус был передан из состава Донского фронта в состав 5-й танковой армии (5 ТА).
31 марта 1943 года директивой Ставки ВГК № 46094 от 31 марта 1943 года корпус был выведен в резерв в район Миллерово.
- 5 августа 1943 года. Освобождение Орла:[2]

«4 августа части 380-й стрелковой дивизии полковника А. Ф. Кустова и 17-й гвардейской танковой бригады под командованием полковника Б. В. Шульгина ворвались в восточную часть города, части 308-й дивизии, переправившись через Оку у Щекотхино, ворвались в город с севера….С юга ворвались в город части 5-й и 129-й стрелковых дивизий.
5 августа к пяти часам сорока пяти минутам Орел был полностью очищен.»
В ознаменование одержанной победы и за отличие в боях за освобождение Орла 17-й гвардейской танковой бригаде было присвоено почётное наименование «Орловская».
- 17 ноября 1943 года. Освобождение города Речица:[2]

«Две бригады гвардейского Донского танкового корпуса во взаимодействии с 37-й гвардейской и 162-й Сибирскими дивизиями нанесли удар по Речице с северо-запада, ворвались в город и завязали бой на улицах. С востока наступал стрелковый корпус 48-й армии……. Мы овладели Речицей почти без потерь, не дали врагу разрушить город, захватили богатые трофеи и много пленных»
В ознаменование одержанной победы и за отличие в боях за освобождение Речицы 15-й и 16-й гвардейским танковым бригадам было присвоено почётное наименование «Речицкая».
За образцовое выполнение боевых заданий командования на фронте борьбы с немецкими захватчиками, освобождение города Речица и проявленные при этом доблесть и мужество корпус был награждён орденом Красного Знамени (Приказ Верховного Главнокомадующего от 18 ноября 1943 года № 43).
- 14 января 1944 года. Освобождение Калинковичей.[2]

«Войска Белорусского фронта в результате умелого обходного манёвра штурмом овладели областным центром Белоруссии городом Мозырь и крупным железнодорожным узлом и городом Калинковичи — важными опорными пунктами обороны немцев на полесском направлении».
В ознаменование одержанной победы и за отличие в боях за освобождение Калинковичей 1-й гвардейской мотострелковой бригаде было присвоено почётное наименование «Калинковичская».
За образцовое выполнение боевых заданий командования на фронте борьбы с немецкими захватчиками, освобождение города Калинковичи и проявленные при этом доблесть и мужество 15-я , 17-я гвардейские танковые бригады награждены орденами Красного Знамени, а корпус- орденом Суворова II степени.
- 29 июня 1944 года. Освобождение Бобруйска.[2]

« Войска 1-го Белорусского фронта, сломив сопротивление окружённой бобруйской группы немецких войск 29 июня штурмом овладели городом и крупной железнодорожной станцией Бобруйск — важным узлом коммуникаций и мощным опорным пунктом обороны немцев, прикрывающим направления на Минск и Барановичи»
.
За образцовое выполнение боевых заданий командования на фронте борьбы с немецкими захватчиками, освобождение города Бобруйска и проявленные при этом доблесть и мужество 15-я и 17-я гвардейские танковые бригады и 1-й гвардейская мотострелковая бригада были награждены орденами Суворова II степени.
- 3 июля 1944 года. Освобождение города Минска — столицы Белоруссии:[2]

«Войска 3-го Белорусского фронта при содействии войск 1-го Белорусского фронта в результате глубокого обходного манёвра со штурмом овладели столицей Советской Белоруссии городом Минск — важнейшим стратегическим узлом обороны немцев на западном направлении».
.
" На рассвете 3 июля 2-й гвардейский танковый корпус А. С. Бурдейного ворвался в Минск с северо-востока;с севера к городу подошли передовые части 5-й гвардейской танковой армии маршала бронетанковых войск П. А. Ротмистрова. В середине дня в город вступил 1-й гвардейский танковый корпус 1-го Белорусского фронта под командованием генерала М. Ф. Панова.Вслед за танковым корпусом М. Ф. Панова к окрестностям Минска подошла 3-я армия генерала А. В. Горбатова…..

К исходу 3 июля основная группа соединений 4-й армии немецких войск оказалась отрезанной от путей отхода и зажатой в кольце восточнее Минска….

К исходу дня 3 июля Минск был полностью очищен от врага. "
С 11 июля 1944 года корпус был выведен в резерв с целью пополнения и отдыха.
24 июля 1944 года 17-я гвардейская танковая бригада наряду с другими соединениями 65-й армии принимала участие в отражении контрудара противника в районе населённого пункта Клещеле.
До конца августа 1944 года бригады, находившиеся в составе корпуса эпизодически вели боевые действия со взаимодействии с 65-й армией в районе городов Венгрув, Соколув-Подляски.
4 сентября 1944 года корпус начал наступление в направлении городов Пултуск и Сероцк. 17-я гвардейская танковая бригада в тот же день вышла к Нареву в районе Пултуска.
5 сентября 1944 года 1-я гвардейская мотострелковая бригада форсировала Нарев, а бойцы 16-й гвардейской танковой бригады нашли брод через реку. В дальнейшем 17-я гвардейская танковая бригада вела тяжёлые бои за наревский плацдарм.
- 19 января 1945 года. Овладение городами Млава, Дзялдово (Зольдау) и Плоньск:[2]

«Войска 2-го Белорусского фронта штурмом овладели городами Млава и Дзялдово (Зольдау) — важными узлами коммуникаций и опорными пунктами обороны немцев на подступах к южной границе Восточной Пруссии и городом Плоньск — крупным узлом коммуникаций и опорным пунктом обороны немцев на правом берегу Вислы».

За образцовое выполнение боевых заданий командования на фронте борьбы с немецкими захватчиками, овладение городами Млава,Дзялдово (Зольдау) и Плоньск и проявленные при этом доблесть и мужество корпус был награждён орденом Ленина.
- 28 февраля 1945 года. Овладение городами Нойштеттин и Прехлау:[7]

«Войска 2-го Белорусского фронта овладели городами Нойштеттин и Прехлау — важными узлами коммуникаций и сильными опорными пунктами обороны немцев в Померании».

За образцовое выполнение боевых заданий командования на фронте борьбы с немецкими захватчиками, овладение городами Нойштеттин и Прехлау и проявленные при этом доблесть и мужество 16-я гвардейская танковая бригада и 1-я гвардейская мотострелковая бригада награждены орденами Красного Знамени.
- 10 марта 1945 года. Овладение городами Лауенбург и Картузы(Картхауз):[2]

"Войска 2-го Белорусского фронта, развивая успешное наступление на данцигском направлении, овладели важными узлами железных и шоссейных дорог — городами Лауенбург и Картузы (Картхауз).

За образцовое выполнение боевых заданий командования на фронте борьбы с немецкими захватчиками, овладение городами Лауенбург и Картузы(Картхауз) и проявленные при этом доблесть и мужество 16-я гвардейская танковая бригада награждена орденом Суворова II степени, 1-я гвардейская мотострелковая бригада — орденом Кутузова II степени, 1001-й самоходно-артиллерийский полк — орденом Красного Знамени.
- 30 марта 1945 года. Овладение городом Гданьск (Данциг):[2]

«Войска 2-го Белорусского фронта завершили разгром данцигской группы немцев и штурмом овладели городом и крепостью Гданьск (Данциг) — важнейшим портом и первоклассной военно-морской базой немцев на Балтийском море».

За образцовое выполнение боевых заданий командования на фронте борьбы с немецкими захватчиками, взятие города Гданьска и проявленные при этом доблесть и мужество 16-я гвардейская танковая бригада награждена орденом Богдана Хмельницкого II степени, 17-я гвардейская танковая бригада — орденом Ленина, 1-я гвардейская мотострелковая бригада — орденом Красного Знамени, 1001-й самоходно-артиллерийский полк — орденом Кутузова III степени и 1296-й самоходно-артиллерийский полк — орденом Суворова III степени.

## Полное наименование
1-й гвардейский танковый Донской ордена Ленина Краснознамённый ордена Суворова корпус

## Состав корпуса
- 15-я гвардейская танковая Речицкая Краснознамённая, ордена Суворова бригада (бывшая 216-я).
- 16-я гвардейская танковая Речицкая Краснознамённая, орденов Суворова и Богдана Хмельницкого бригада (бывшая 19-я)
- 17-я гвардейская танковая Орловская ордена Ленина, Краснознамённая, ордена Суворова бригада (бывшая 157-я)
- 1-я гвардейская мотострелковая Калинковичская дважды Краснознамённая, орденов Суворова и Кутузова бригада (бывшая 14-я)
- 397-й гвардейский тяжёлый самоходно-артиллерийский Перновский полк
- 1001-й самоходно-артиллерийский Минский Краснознамённый, ордена Кутузова полк (с октября 1943)
- 1296-й самоходно-артиллерийский Калинковичский орденов Кутузова и Александра Невского полк (с февраля 1944)
- 166-й лёгкий артиллерийский Гданьский Краснознамённый орденов Кутузова и Александра Невского полк (с октября 1944)
- 455-й миномётный Минский орденов Суворова и Кутузова полк (с апреля 1943)
- 80-й гвардейский зенитный артиллерийский Минский ордена Кутузова полк
- 13-й отдельный гвардейский мотоциклетный Гданьский орденов Суворова и Александра Невского батальон (с июня 1944)
- 43-й отдельный гвардейский миномётный Гданьский орденов Александра Невского и Красной Звезды дивизион РВГК (с октября 1943)

Части, подчиненные управлению корпуса:
- 422-й отдельный батальон связи (с 11.06.1943)
- 121-й отдельный сапёрный батальон (с 11.06.1943)
- 207-я отдельная рота химической защиты (с 19.07.1943)
- 26-я отдельная гвардейская автотранспортная рота подвоза ГСМ (до 20.40.1943 — 26-я отдельная автотранспортная рота подвоза ГСМ)
- 146-я подвижная ремонтная база
- 174-я полевая танкоремонтная база
- 5-е авиационное звено связи (с 11.06.1943)
- 38-й полевой автохлебозавод (с 11.06.1943)
- 1922-я полевая касса Госбанка (с 06.01.1944)
- 2139-я военно-почтовая станция[8]

Части, входившие в состав соединения в разные периоды
- 34-й гвардейский тяжёлый танковый полк прорыва (с мая по июль 1943)
- 237-й отдельный танковый полк (с ноября 1943 по февраль 1944)
- 1444-й самоходно-артиллерийский полк (с марта по апрель 1944)
- 1541-й самоходно-артиллерийский полк (с сентября 1943 по февраль 1944)
- 1888-й самоходно-артиллерийский полк (с января по апрель 1944)
- 1001-й истребительно-противотанковый артиллерийский полк (с апреля по октябрь 1943)
- 1-й отдельный гвардейский бронеавтомобильный батальон (по октябрь 1943)
- 732-й истребительно-противотанковый дивизион (с июня 1943 по май 1944)
- 1-й гвардейский мотоциклетный батальон (с ноября 1943 по июнь 1944)
- 65-й мотоциклетный батальон (с июня 1943 по июнь 1944)

## Награды корпуса
Имеет следующие знаки отличия:
| Награда (наименование)          | Дата награждения                                          | За что награжден |
| ------------------------------- | --------------------------------------------------------- | --- |
| Почётное звание Гвардейский     | присвоено приказом НКО СССР № 380 от 8.12.1942 года       | за проявленную отвагу в боях за Отечество с немецкими захватчиками, за стойкость, мужество, дисциплину и организованность, за героизм личного состава |
| Почётное наименование «Донской» | присвоено приказом НКО СССР № 42 от 27.01.1943 года       | Как «особо отличившимся в боях за Отечество с немецкими захватчиками». |
| Орден Красного Знамени          | Указ Президиума Верховного Совета СССР от 18.11.1943 года | За образцовое выполнение боевых заданий командования на фронте борьбы с немецкими захватчиками(освобождение города Речица???) и проявленные при этом доблесть и мужество. |
| Орден Суворова II степени       | Указ Президиума Верховного Совета СССР от 15.01.1944 года | За образцовое выполнение боевых заданий командования на фронте борьбы с немецкими захватчиками(освобождение города Калинковичи???) и проявленные при этом доблесть и мужество.(объявлен приказом Заместителя НКО СССР от 4 февраля 1944 года № 025)                                  |
| Орден Ленина                    | Указ Президиума Верховного Совета СССР от 19.02.1945 года | За образцовое выполнение боевых заданий командования на фронте борьбы с немецкими захватчиками, за овладение городами Млава, Дзялдово (Зольдау) и Плоньск (Польша ), и проявленные при этом доблесть и мужество.(объявлен приказом Заместителя НКО СССР от 28 июня 1945 года № 0117) |

(Танковый фронт 1939—1945)
Награды частей корпуса:
- 15-я гвардейская танковая Речицкая[13] Краснознамённая[14] ордена Суворова[15] бригада
- 16-я гвардейская танковая Речицкая[13] Краснознамённая[16] орденов Суворова[17] и Богдана Хмельницкого[18] бригада
- 17-я гвардейская танковая Орловская[19] ордена Ленина[18] Краснознамённая[14] ордена Суворова[15] бригада
- 1-я гвардейская мотострелковая Калинковичская[20] дважды Краснознамённая[16][18] орденов Суворова[15] и Кутузова[17] бригада
- 397-й гвардейский тяжёлый самоходно-артиллерийский Перновский[21] полк
- 1001-й самоходно-артиллерийский Минский[22] Краснознамённый[17] ордена Кутузова[18] полк
- 1296-й самоходно-артиллерийский Калинковичский орденов Кутузова[23] и Александра Невского[18] полк
- 166-й лёгкий артиллерийский Гданьский[24] ордена Кутузова (по преемственности от 881-го истребительно-противотанкового артиллерийского полка[25]) полк
- 455-й миномётный Минский[22] ордена Суворова[16] полк
- 80-й гвардейский зенитный артиллерийский Минский[22] полк
- 13-й отдельный гвардейский мотоциклетный Гданьский[24] орденов Суворова[26] и Александра Невского[27] батальон
- 43-й гвардейский миномётный Гданьский[24] орденов Александра Невского[23] и Красной Звезды[27] дивизион РВГК[28].
- 422-й отдельный Штеттинский[29] ордена Красной Звезды[18] батальон связи
- 121-й отдельный сапёрный Минский[22] Краснознамённый[16] ордена Богдана Хмельницкого[18] батальон

## Командование

### Командир корпуса
- гвардии генерал-майор танковых войск Родин, Алексей Григорьевич (с 8 июля 1942 по 5 февраля 1943 года);
- гвардии генерал-майор танковых войск Кукушкин, Александр Васильевич (с 6 февраля по 25 апреля 1943 года)
- гвардии генерал-майор танковых войск, гвардии генерал-лейтенант танковых войск Панов, Михаил Фёдорович (с 28 апреля 1943 по 9 мая 1945 года)

### Заместитель командира по политической части
- полковник Акимов Яков Петрович (с 16 июля 1942 по 24 февраля 1943 года)
- полковник Балыков Михаил Михайлович (с 24 февраля по 23 июня 1943 года)

### Начальник штаба корпуса
- гвардии полковник Павлов, Андрей Михайлович (с 8 декабря 1942 по 3 февраля 1943 года)
- гвардии полковник Лавриненко, Матвей Илларионович (с 3 февраля 1943 по 17 марта 1943)
- гвардии полковник Чухин, Николай Дмитриевич (с 17 марта 1943 по 9 сентября 1943)
- гвардии полковник (с 11 марта 1944 года генерал-майор танковых войск) Савченко, Василий Сидорович (с 9 сентября 1943 года по 1 апреля 1945 года)
- гвардии полковник Фёдоров, Илларион Ефремович (с 1 апреля 1945 года по 15 апреля 1945 года)

## Отличившиеся воины корпуса
| Ф. И. О.                    | Статус | Должность                                                                                 | Звание                                   | Дата награждения     | Примечание |
| --------------------------- | ------ | ----------------------------------------------------------------------------------------- | ---------------------------------------- | -------------------- | ---------- |
| Андреев, Николай Семёнович  |        | автоматчик роты автоматчиков 1 гвардейской мотострелковой бригады                         | гвардии старший сержант                  |                      |            |
| Желтобрюх, Иосиф Трофимович |        | командир роты 1 гвардейской мотострелковой бригады                                        | гвардии лейтенант                        | 24 марта 1945 года   |            |
| Иванов, Георгий Фёдорович   |        | командир батальона 1 гвардейской мотострелковой бригады                                   | гвардии майор                            | 24 марта 1945 года   | посмертно  |
| Изюмов, Николай Андреевич   |        | командир 1-го танкового батальона 16-й гвардейской танковой бригады                       | гвардии капитан                          | 24 марта 1945 года   |            |
| Кобяков, Иван Григорьевич   |        | командир батальона 1 гвардейской мотострелковой бригады                                   | гвардии майор                            | 22 августа 1944 года |            |
| Павлов, Тимофей Иванович    |        | заместитель командира мотострелкового батальона 1-й гвардейской мотострелковой бригады    | гвардии капитан                          | 24 марта 1945 года   |            |
| Панов, Михаил Фёдорович     |        | командир корпуса                                                                          | гвардии генерал-лейтенант танковых войск | 29 мая 1945 года     |            |
| Родин, Алексей Григорьевич  |        | командир корпуса                                                                          | генерал-майор танковых войск             | 7 февраля 1943 года  |            |
| Рудаков, Николай Сергеевич  |        | механик-водитель самоходной артиллерийской установки 1001 самоходно-артиллерийского полка | старший сержант                          |                      |            |
| Сабанин, Михаил Григорьевич |        | старший разведчик миномётного батальона 1 гвардейской мотострелковой бригады              | гвардии старшина                         |                      |            |

Списки отличившихся воинов танковых бригад, входивших в состав корпуса, находятся в статьях Википедии о 15-й и 17-й гвардейских танковых бригадах.

## Послевоенная история корпуса
В соответствии с приказом НКО СССР № 0013 от 10 июня 1945 года в бронетанковых и механизированных войсках во второй половине 1945 года осуществлялось переформирование танковых корпусов в танковые дивизии, механизированных корпусов — в механизированные дивизии, а танковых армий в механизированные армии.
6 июля 1945 года, приказом Командующего Группой Советских оккупационных войск в Германии № 008 от 5 июля 1945 года 1-й гвардейский танковый корпус был преобразован в 1-ю гвардейскую танковую дивизию (в/ч пп № 06680), а входившие в его состав 15-я, 16-я и 17-я гвардейские танковые бригады были преобразованы, соответственно, в 15-й, 16-й и 17-й гвардейские танковые полки, 1-я гвардейская мотострелковая бригада была преобразована в 1-й гвардейский мотострелковый полк. Дивизия была переподчинена 8-й гвардейской армии Группы советских оккупационных войск в Германии, с местом дислокации город Нойруппин.
В феврале 1947 года дивизия была расформирована, все её танковые полки были переданы в состав стрелковых дивизий Группы советских войск в Германии, остальные части были расформированы. В числе расформированных частей были: 1-й гвардейский мотострелковый, 455-й миномётный и 80-й гвардейский зенитно-артиллерийский полки, 43-й отдельный гвардейский реактивный миномётный дивизион, 121-й сапёрный, 422-й связи, 158-й медико-санитарный и 676-й автотранспортный отдельные батальоны.

## Память

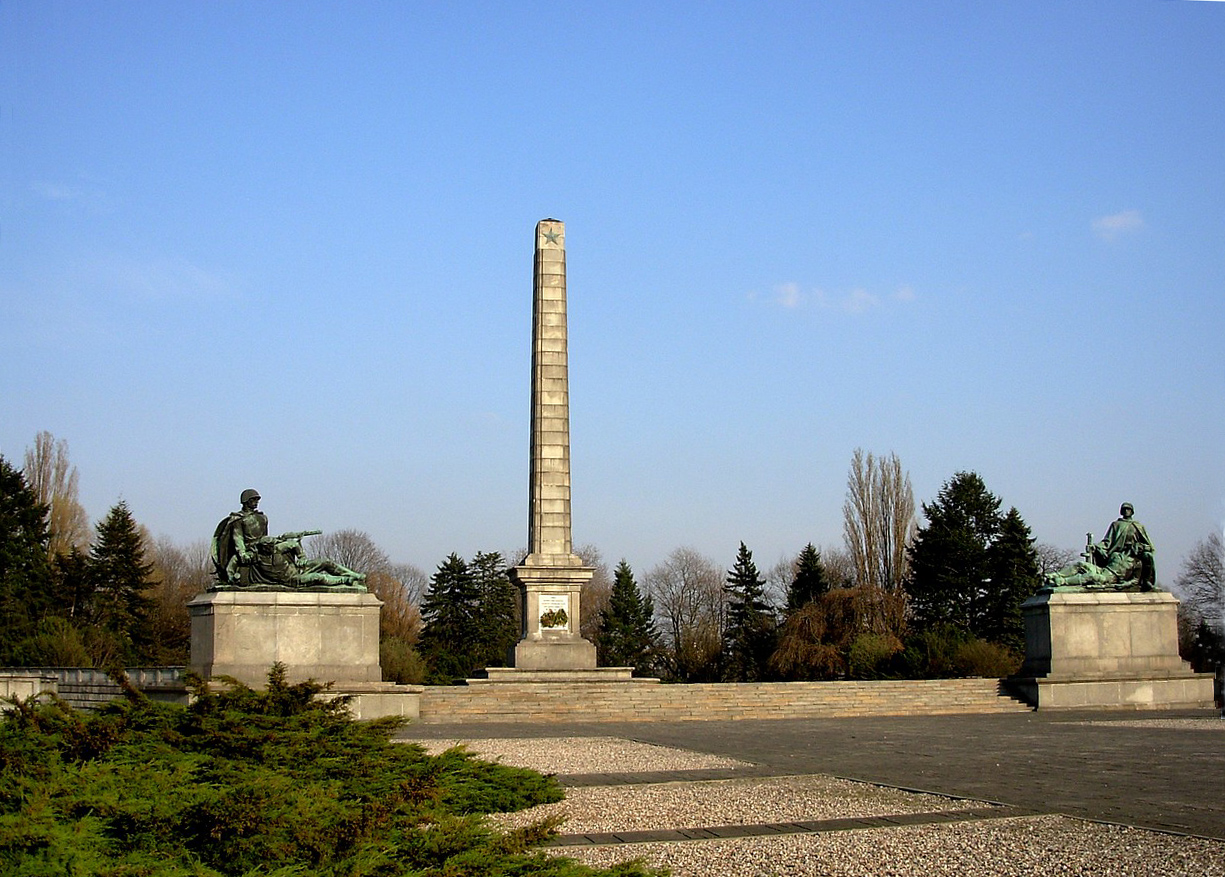
Кладбище-мавзолей советских воинов в Варшаве, где похоронены воины 1-го гвардейского танкового корпуса.

- Корпус упомянут на плите Кладбища-мавзолея советских воинов в Варшаве.

## О корпусе в мемуарах
Батов Павел Иванович, командующий 65-й армией, писал:

…. этот корпус почти всегда был неизменным спутником нашей армии. Мы привыкли считать его своим. Формально он должен был комплектоваться техникой и людьми за счёт резервов фронта, но мы часто отдавали ему лучших командиров и бойцов из гвардейских частей. Наша армия многим обязана гвардейцам-танкистам Донского корпуса
— Дважды Герой Советского Союза  генерал армии   Батов П.И.  В походах и боях.Издание 3-е дополненное и исправленное. -  М: Воениздат, 1974.- С.359.